# 房山城关站

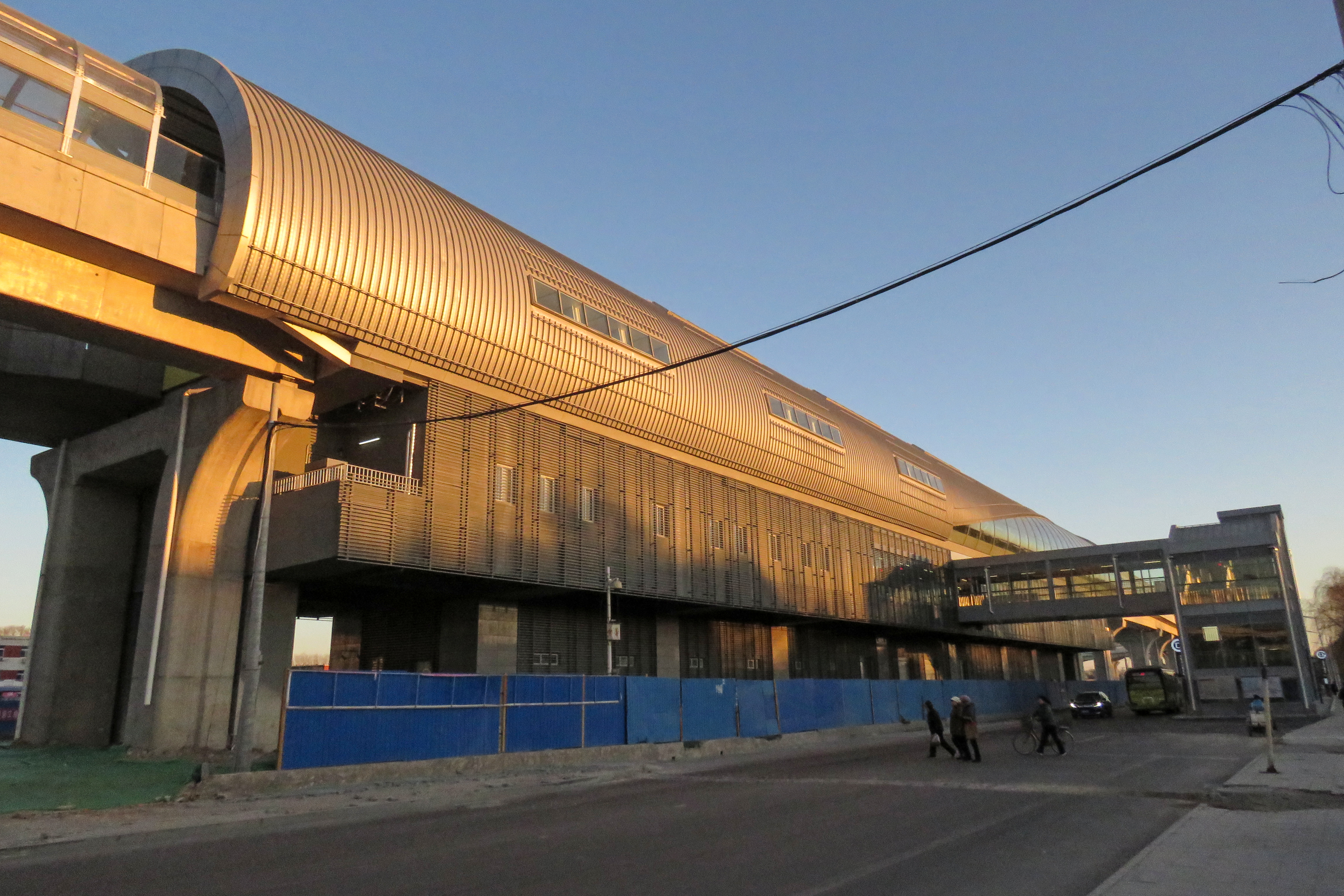
车站站体西面（2017年12月摄）

房山城关站是一个位于中国北京市房山区城关街道燕房路、房山站路交叉口，属于北京地铁燕房线的地铁车站。该站2017年12月30日随燕房线主线开通而投入使用。

## 位置
房山城关站位于西南六环外的房山新城燕房组团，临近燕房路与房山站路交汇处，设于燕房路中间。燕房路是配合燕房线建设而扩建成四幅路的，在燕房线建设前道路较窄，沿路又有很多建筑；因而房山城关站建设前需要对这些建筑进行拆迁，拆迁进度较慢使得该站在燕房线主线工程各站中开工较晚。

## 车站结构

### 车站楼层
房山城关站为高架三层车站，主体长118米，宽18.4米，高23.55米。地面层为变电所，二层为站厅和设备间，三层为岛式站台。
| 地上三层 站台层 |                            | █ 燕房线往燕山（終點站）         |
| 地上三层 站台层 | 岛式站台，左側開門         |                                  |
| 地上三层 站台层 | █ 燕房线往阎村东（饶乐府） |                                  |
| 地上二层 站厅层 | 站厅                       | 客务中心、自动售票机、进出站闸机 |
| 地面层          | 地面                       | A-B出入口、变电所                |

## 出入口
房山城关站在东西两侧均设有出入口，这两个出入口均设有升降电梯。
|                           |                    |                        |      |            |  |
| 编号                      | 指示               | 建议前往的目的地       | 图片 | 无障碍设施 |  |
| 出口 · A · 1 · 升降机标志 | 燕房路、房山站路   | 城关北里社区           |      |            |  |
| 出口 · A · 2              | 燕房路、房山东大街 | 房山区少年宫           |      | 不適用     |  |
| 出口 · B · 1              | 燕房路、房山站路   | 燕房路小区、房山火车站 |      | 不適用     |  |
| 出口 · B · 2 · 升降机标志 | 燕房路、房山东大街 | 房山体育场、东街社区   |      |            |  |
| 註： 設有                 |                    |                        |      |            |  |